# Delosperma lydenburgense
Delosperma lydenburgense är en isörtsväxtart som beskrevs av L. Bol.. Delosperma lydenburgense ingår i släktet Delosperma, och familjen isörtsväxter. Inga underarter finns listade i Catalogue of Life.

## Bildgalleri

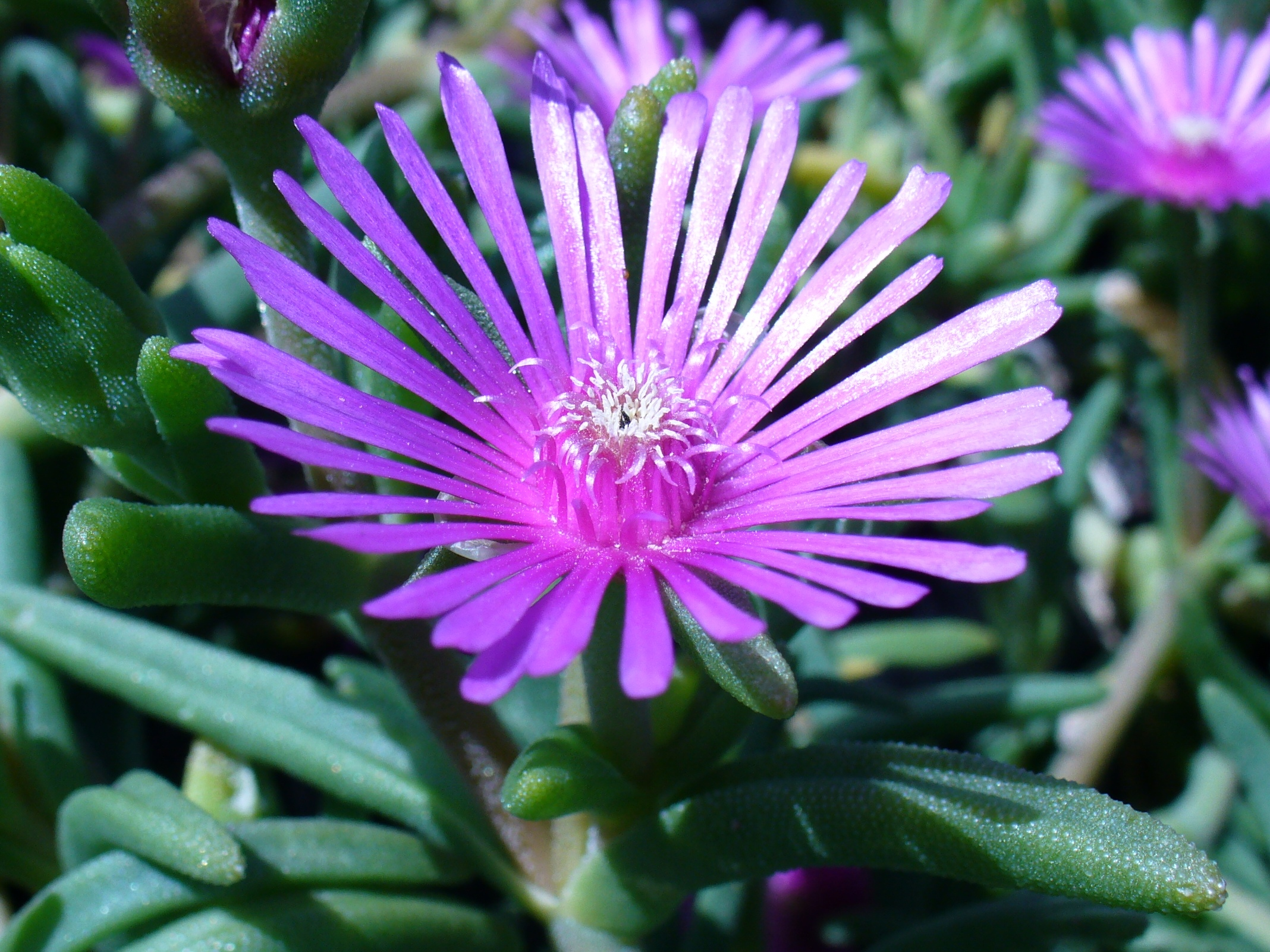
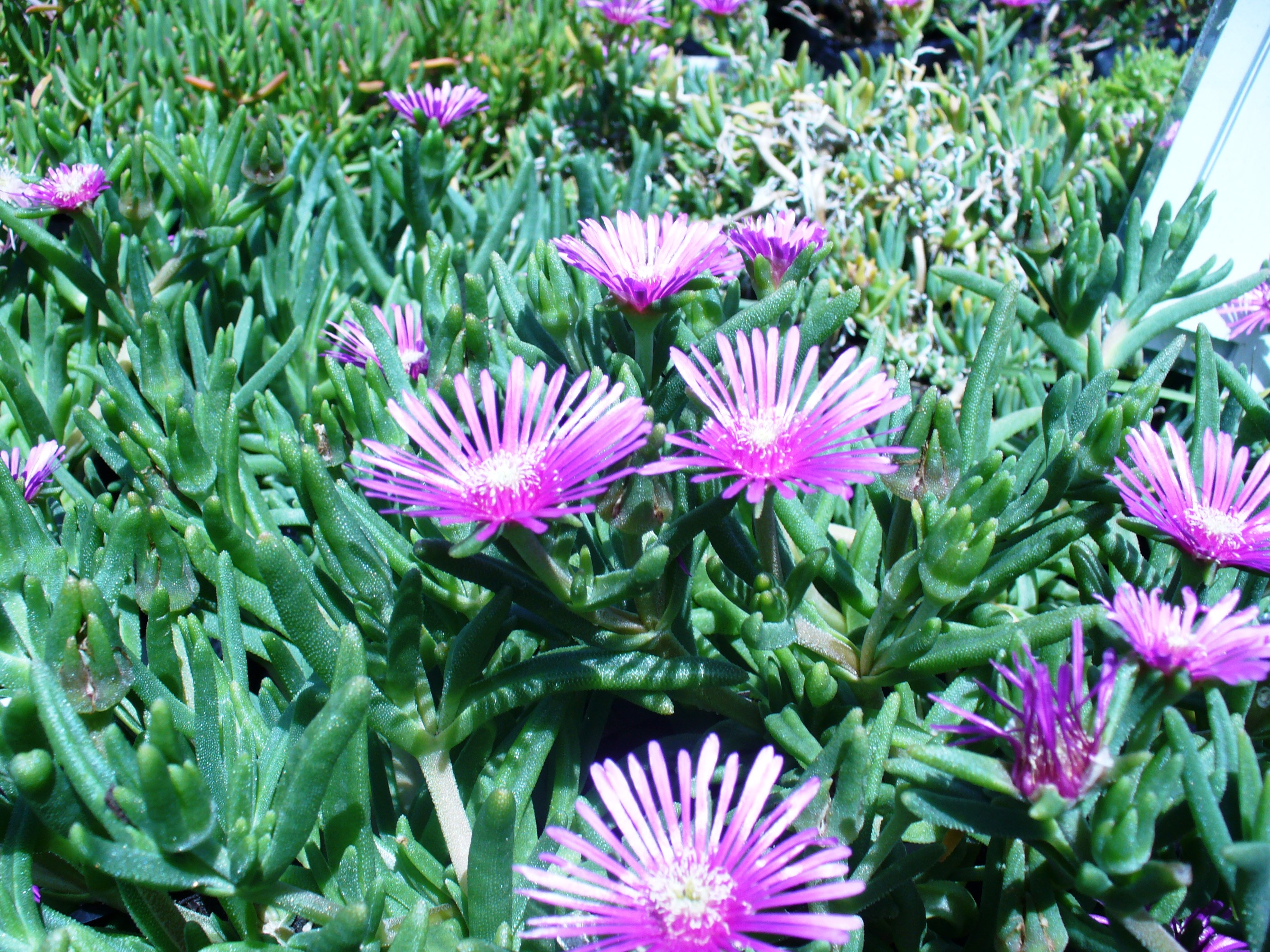
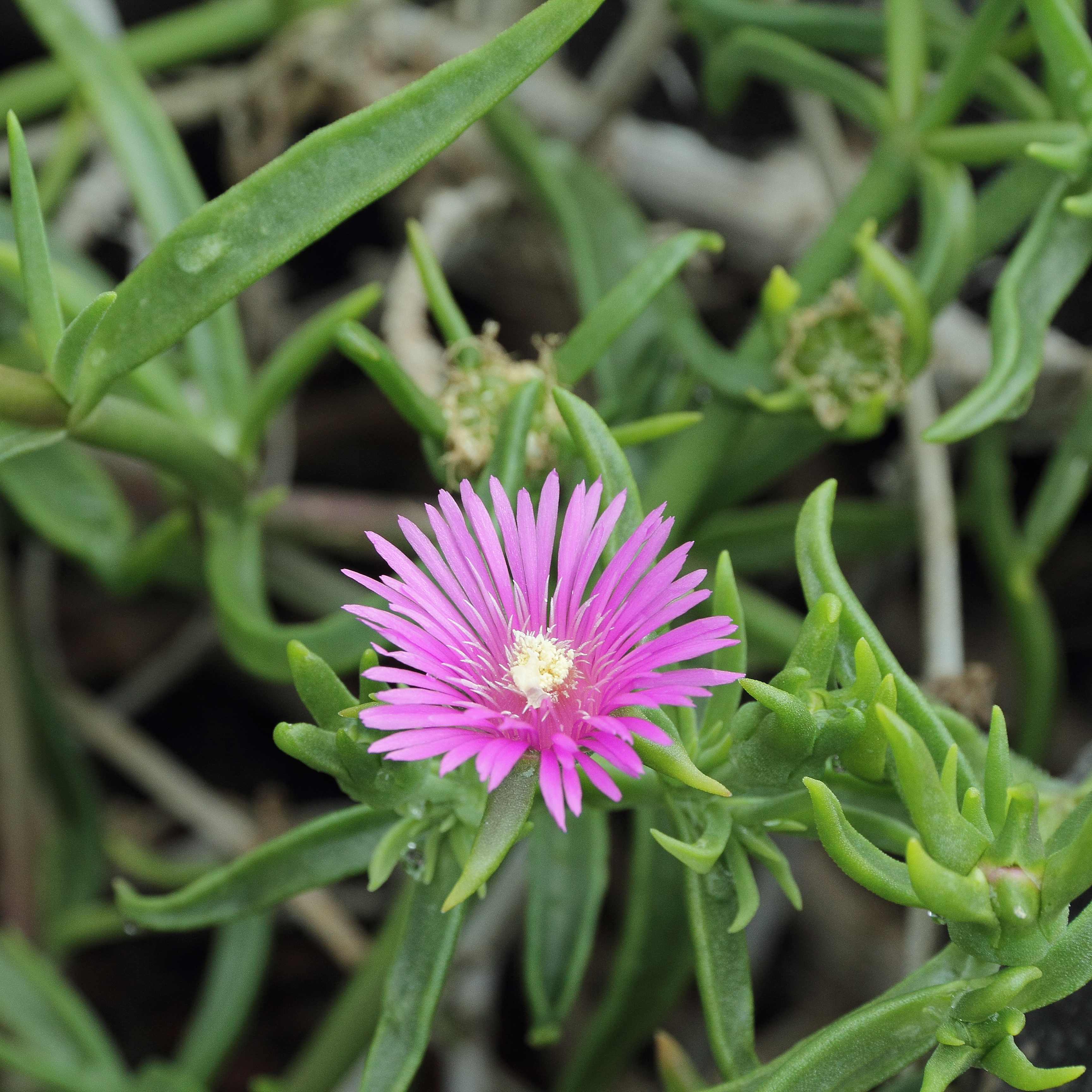